# Schwindelfreiheit

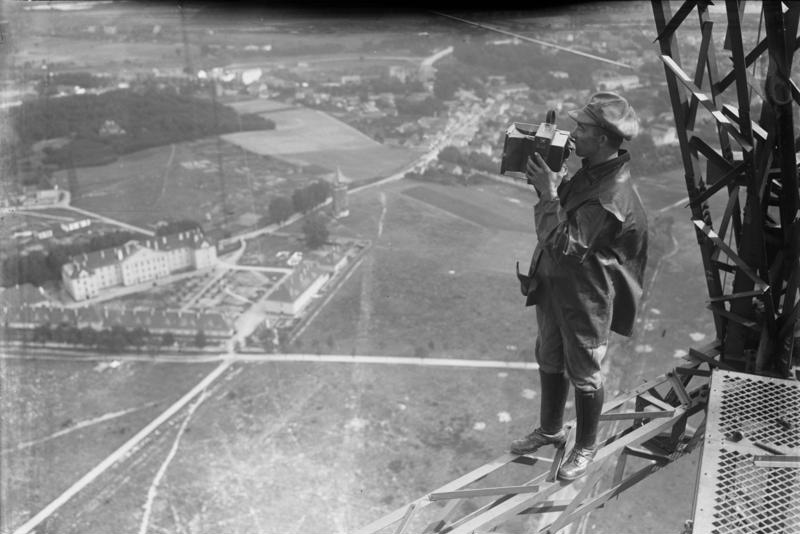
Pressefotograf auf dem einstigen Sendemast in Königs Wusterhausen
(Januar 1932)

Schwindelfreiheit bedeutet, keine Höhenangst und keine besondere Anfälligkeit für Höhenschwindel zu haben. Höhenschwindel ist im Gegensatz zur Höhenangst ein Normalphänomen und nicht krankhaft. Wer sich an ausgesetzten Stellen in größerer Höhe über dem Untergrund befindet, schätzt die eigene Körperhaltung als instabil ein. Der normale Höhenschwindel kann auch Angstgefühle sowie vegetative Symptome wie Schweißausbrüche auslösen.
Schwindelfreiheit wird häufig beim Bergwandern beziehungsweise Bergsteigen als Anforderung für eine bestimmte Route vorausgesetzt. Auch für die Ausübung bestimmter Berufe ist Schwindelfreiheit erforderlich, wie beispielsweise für den des Schornsteinfegers oder des Dachdeckers.

## Ursachen für Höhenschwindel
Für Höhenschwindel gibt es nachvollziehbare biologische Ursachen, zum einen das angeborene sogenannte „Klippenphänomen“, das beschreibt, dass Kleinkinder und auch viele Tiere große Tiefen meiden, auch ohne zuvor schlechte Erfahrungen gemacht zu haben.
Zum anderen wird Höhenschwindel durch eine Destabilisierung der Körperhaltung verursacht, die durch eine zu große Entfernung der Augen vom nächsten sichtbaren festen Objekt bedingt ist und auch als Entfernungsschwindel bezeichnet wird. Um das Objekt räumlich sehen zu können, beginnt der Kopf unmerklich zu schwanken, und über Lagereflexe schwankt der Körper dann etwas mit. Gleichzeitig stabilisiert der Körper seine Lage über die Peripherie der Netzhaut. Beim Blick nach unten fehlt dieser stabilisierende Faktor. Dieses physiologische Schwanken wird im Normalfall durch das Gleichgewichtsorgan und die propriozeptischen Nerven ausgeglichen. Allerdings kann dadurch, beispielsweise bei Schädigung des Gleichgewichtssinns, tatsächlich die Sturzgefahr erhöht sein.

## Training der Schwindelfreiheit
Normaler Höhenschwindel nimmt im Gegensatz zur Höhenangst bei Gewöhnung ab. Insofern ist Schwindelfreiheit in gewissem Umfang, abhängig von der biologischen Disposition, erlernbar. Auch erfahrene Bergsteiger müssen sich zu Beginn der Saison erneut an ausgesetzte Stellen gewöhnen.
Folgende Maßnahmen können in Grenzsituationen helfen:
- Soweit möglich, sollten Weit- und Tiefblicke vermieden und die Konzentration auf die nächsten Schritte gerichtet werden.
- Es sollte möglichst nicht frei an ausgesetzten Stellen gestanden werden, ohne einen festen Halt zu suchen.
- Beim Blick hinunter sollte sichergestellt sein, dass sich kontrastreiche Gegenstände im seitlichen Blickfeld befinden, da die Stabilisierung der Lage über die Peripherie der Netzhaut erfolgt.
- Ein kurzer Blick in die Tiefe beeinträchtigt weniger, da der Höhenschwindel erst nach einigen Sekunden entsteht.
- Das Beobachten von bewegten Objekten, wie Wolken oder Vögeln, oder ein Blick durch ein Fernglas erhöhen das Schwindelgefühl.
- Verdrehte Kopfstellungen sollten vermieden werden, um die Sinnesorgane nicht zusätzlich zu beanspruchen.